# シュガー・ベイブ
シュガー・ベイブ（SUGAR BABE）は、1973年から1976年まで活動していた日本のポップスバンド。

## 概略
1972年の自主制作盤「ADD SOME MUSIC TO YOUR DAY」の制作メンバーを中心に1973年に結成された。分数和音やフラット5th、シャープ9thといったコードプログレッションを多用するほか、コーラスに重点を置いた音作りで一部の音楽ファンから支持を得たものの、1970年代初頭の日本のサブカルチャー・ロック・シーンで、同じようなスタイルのグループは他になかった。それゆえ、的外れな評論やいわれなき中傷をずいぶんと受けた。満足な評価もセールスも得ることができず、バンドの構造的宿命もあって1976年に解散したが、年月が経つほど評価が高まっている。
バンド名はヤングブラッズのアルバム『アース・ミュージック』収録曲「Sugar Babe」から付けられた。

## メンバー
第1期：1973年4月 - 1975年4月
- 山下達郎（やました たつろう） – ヴォーカル、ギター、キーボード、コーラス
- 大貫妙子（おおぬき たえこ） – ヴォーカル、キーボード、コーラス
- 村松邦男（むらまつ くにお） – ヴォーカル、ギター、コーラス
- 鰐川己久男（わにかわ きくお） – ベース、コーラス
- 野口明彦（のぐち あきひこ） – ドラムス

第2期：1975年4月 - 1975年6月
- 山下達郎 – ヴォーカル、ギター、キーボード、コーラス
- 大貫妙子 – ヴォーカル、キーボード、コーラス
- 村松邦男 – ヴォーカル、ギター、コーラス
- 伊藤銀次（いとう ぎんじ） – ギター
- 寺尾次郎（てらお じろう） – ベース、コーラス
- 上原裕（うえはら ゆたか） – ドラムス

第3期：1975年6月 - 1976年4月
- 山下達郎 – ヴォーカル、ギター、キーボード、コーラス
- 大貫妙子 – ヴォーカル、キーボード、コーラス
- 村松邦男 – ヴォーカル、ギター、コーラス
- 寺尾次郎 – ベース、コーラス
- 上原裕 – ドラムス

## 略歴
- 3月、大貫妙子、高校を卒業。在学中にはバンドを組んだり、吉祥寺の“ビ・バップ”や“ライトハウス”、新宿の“ソウル・イート”といったロック喫茶に通うなど音楽は好きだったが、将来音楽家になる意思はなかった。
- 春、大貫、美術学校に入学。一生できる仕事をしたいとの理由で陶芸家を目指して学校に通い始めたが、朝8時位からのデッサンを半年近く続けたところ、持病の肩こりが悪化。首が全く回らなくなり、根詰める仕事は一切ダメだと医者に止められ退学。ただ、音楽は趣味で続けていて、喫茶店でキャロル・キング「IT'S TOO LATE」をボサノヴァぽく歌うというような弾き語りをしていた。
- 冬、大貫、ギターを持って渋谷ヤマハに譜面を買いに来たところ、入り口付近にたむろしていた林謙司と広瀬ジョージの2人に声をかけられ、グループ“三輪車”への参加を持ちかけられる。とにかくバンドに女の子がほしいという彼らの話から“この先、肩こりで絵も描けないし、どうしようかと思っていた頃だし、まだ若いから何やってもいいや”と思い、参加を決める。最初は嘘かと思っていたが翌日、当時彼らがすでに契約していたワーナー・パイオニアに行き大野という女性のディレクターを紹介される。こうして、グループへの加入を機に実質的なプロとしてのキャリアがスタートする。
- 大貫、三輪車としてのレッスンを始めるが、この頃のレパートリーは「あの子この子」や「落松葉」「伊那」といった北原白秋の詩に曲をつけたり、フォーク然としたオリジナル曲ばかりだったので、彼女の嗜好と一致していなかった。それでも彼女はグループの一員として地方のラジオ局周りやスーパーの開店記念イベントでの店頭演奏などを行う傍ら、必要に迫られ自らも曲作りを始めていた。

- 7月、山下達郎、アルバム『ADD SOME MUSIC TO YOUR DAY』を友人達と3か月かけて自主制作。グループ名は特になく、メンバーは山下の中学時代のクラスメイトだった並木進、並木が高校で知り合った鰐川己久男と武川伸一の4人。メンバー全員が大学に進学した同年春、誰の口からともなく、今までの活動を何か形にして残そうという提案が出されたのがきっかけだった。アナログA面にザ・ビーチ・ボーイズ、B面にドゥーワップやロックンロールのカヴァーをそれぞれ収録。制作費は100枚で13万円。それをメンバー4人で25枚ずつ分け、友達に1枚1,500円で無理矢理売るが、結局最後はほとんどタダ同然で配ってしまう。このレコーディング時に並木からの依頼でエコー・マシーンを貸すため村松邦男がレコーディング・スタジオになっていた並木家を訪れ、「SINCERELY」のコーラスを手伝う。村松は並木の高校の友人の1年先輩。以後、並木家で行われていたセッションにギターを携え毎週、顔を出すようになる。
- 秋、『ADD SOME～』レコーディング・メンバーの山下・鰐川・並木・武川に村松が加わり、アルバム・ジャケットのデザインを手がけた金子辰也が当時通っていた美術学校の文化祭に出演[注釈 3]。
- 秋、大貫、三輪車のレコーディング制作がスタートし始める。大貫の書いた曲に大野ディレクターは十分理解を示してはくれたが、会社の方針からとりあえずはプロの作家に依頼することになった。作詞は千家和也が手掛けたが、その詞は大貫には気に入らない内容だった。若さゆえに自尊心も強く、“売れなくてもいいからカッコ悪いことはいやだ、カッコ悪いことだけはしたくない”という思いからグループを辞めたいとの思いが次第に強くなる。
- 秋、大貫、三輪車を辞めたいが契約があるのでどうしようかと思っていた頃、当時ワーナーからプロジェクトを始めるときのスタッフとしてアレンジを請け負っていた矢野誠を紹介される。矢野は三輪車についてレコード会社から「学生街の喫茶店」が流行っていたので、ああいうのを目標にしてやってみたらどうかと言われるが、矢野自身は好みではなかった。その一方、大貫のオリジナルを聴き、シュールで冷たい詞を結構気に入っていて、次第に矢野の嗜好する音楽に大貫が接近して行く。「グループを辞めたい」と漏らした大貫に、矢野は「じゃあ、辞めたら。もっといい仲間がいるから」と答えた。結局、三輪車はなし崩し的に辞めてしまい、矢野の紹介で四谷のロック喫茶“ディスク・チャート”を訪れる。
- ディスク・チャートは同年秋、ジャズ喫茶“いーぐる”のオーナー後藤雅洋が“いーぐる”のすぐ傍にオープンさせたロック喫茶。当時、長門芳郎と長門の学生時代からの友人でバンド仲間でもあった小宮康裕の二人が店の運営を任されていた。長門は大学を中退して土方をしていたが、この年の夏に故郷の長崎ではっぴいえんどを招いてイベント“大震祭Vol.3”[注釈 4]を主催した。その後音楽事務所に入るつもりで再上京したがやめて、小宮に誘われてこの店に勤めるようになった[注釈 5]。長門と小宮がレコードのセレクトを任されてからは、それまでのメジャーでハードな路線から、当時はまだサブカルチャー的だったともいえるソフトなアメリカン・ロックがかかるようになっていた。
- ディスク・チャートでは閉店後、毎週水曜日に地下室でセッションが行われていた。メンバーは大貫のほか、長門と小宮。元ソルティー・シュガーの山本コウタローや徳武弘文。この時カメラマンのアシスタントをしていて後にシュガー・ベイブに参加する野口明彦。他に矢野や武蔵野タンポポ団の若林純夫、後に広告業界に身を置く下條高志などが参加して自作曲やCMソングの録音が行われていた。併せて、後にTVプロデューサーとなる日野原幼紀のアイデアで、大貫のソロ・デビューに向けたオリジナル曲のデモ・テープ制作も行われるようになり、「午后の休息」[注釈 7]他数曲が録音される。
- 11月、山下、自主制作盤のレコーディング・メンバーだった武川から彼の大学で評判になっていたディスク・チャートの存在を知らされる。しばらく講習がたて込んでいて行けそうもないという武川に代わって山下が『ADD SOME～』を置いてもらうように店に行き、チーフの長門と会う。音楽の趣味があったため話に熱が入り、結局持参したレコードはプレゼントしてしまう。その場で聴いた長門は、山下のヴォーカルにすぐさま惹かれ、彼をディスク・チャートで閉店後地下室で行われていたセッションを見に来ないかと誘う。
- 12月、山下・鰐川・武川・村松、ディスク・チャートで閉店後地下室で行われていた大貫のデモ・レコーディングのセッションを見学する。以後、山下は一人で足繁く通うようになり、やがて見学だけではおさまらず、コーラス・アレンジに意見を出したり、自分もギターを持ち込んで演奏に加わって歌うなど、次第にセッションに欠かせない存在となる。
- 暮れ、山下、この頃にはオリジナルの作品を何曲か作っていたが、まだそれをバンドで演奏した事がなかった。バンドそのものが『ADD SOME～』完成の時点で既に解散していて、以降は勝手に集まってセッションを繰り返しているにすぎなかった。オリジナル曲をやるのであれば、またバンドを組んで演奏活動をしなければ意味がないと考え、勝手な妄想から自身のバンド構想が出来上がる。
- 暮れ、コーラス・レンジを広げるため、まずはシンガーとしてソロ・デビュー計画があった大貫にバンドへの参加を持ちかける。大貫には三輪車の時のわだかまりが残っていて、グループを組んで音楽活動をすることにためらいがあった。しかし、今の状況で深夜にデモ・テープを作っていても、出来上がった後の展開にいまひとつ不安があることも確かだった。さらに、今後一人だけで音楽活動を続けていく自信もなく、どうしても一緒に活動するミュージシャンが必要になるとの考えから、参加を了承する。併せて、山下の“女性はバンドではキーボードを弾くもの”と決めていた説得でギターから、小学校4年生の時に引越でピアノを手放して以来触ったことが無かったというキーボードへの転向も了承する。
- 暮れ、山下、鰐川にベースでメンバーになるよう説得。もともとギタリストだった鰐川は当初渋ったものの、バンドをやりたいとの思いに勝てず、これを了承する。

- 1月、山下、ギターは鰐川のほうが指は速かったが“フレーズが泣く”という理由で、すでに会社員として勤務していた村松を口説き、最終的には参加させる。
- 3月、知り合いのつてを頼ってドラムのメンバー募集を開始。4月の一日を使ってメンバーと一緒に演奏してオーディションを行い、決めることにする。並行して大貫のキーボードの特訓も始まり、数曲をバンドで演奏できるようにした。
- 4月、応募してきたドラマーのオーディションを行う。参加したドラマーは全員そこそこは叩けたが、協調性のなさや妙な癖があるなど何かしらの見過ごせない欠点があり、結果は惨敗だった。一度は山下が自分で叩くしかないかとも考えたが、ディスク・チャートのセッションで顔見知りだった野口が最近ドラムを始めたことを大貫から聞き、山下がドラムを教えれば2、3か月でどうにかなるだろうということで野口に会うことにする。
- 4月、山下、野口と会う。野口は話を聞くとあっさりとバンド加入を了承、ようやくメンバーが決まる。
- 5月、山下、長門にマネージャーになるよう依頼、長門も引き受けることを決める。バンド名は映画『砂丘』[注釈 8]で使われていたヤングブラッズの曲名からとって“シュガー・ベイブ”に決定するが、この時、山下と長門は同じ名前を考えていた。
- 初夏、はちみつぱいのベーシスト、和田博巳の経営する高円寺のロック喫茶“MOVIN'”で伊藤銀次と駒沢裕城が『ADD SOME～』を聴き、大滝詠一に伝える[注釈 10]。和田は、渋谷ヤマハで買い求めた『ADD SOME～』を、店でよくかけていたという。
- 8月18日、山下、長門とともに福生の大滝宅を訪問。以後、大滝のレコード・コレクションを聴くため通い詰める。大滝、山下にはっぴいえんどラスト・ライヴでのコーラスを依頼する。
- 8月23日、長門が故郷の長崎で友人たちと主催したイベント“大震祭Vol.4”にて、デビューコンサート（長崎NBCビデオ・ホール 共演：グッド・モーニング、ドゥーワー・ブラザース）[注釈 11]。大貫がMCを担当した、最初で最後のステージ。
- 8月26日、日本テレビ系「遠くへ行きたい」放送。番組中、大貫が知床で切り株に腰掛けて「光の中へ」（山下作）と「港の灯り」（小宮やすゆう作）、列車の中で番組のテーマ曲「遠くへ行きたい」を歌う。
- 9月、はっぴいえんどラスト・ライヴに向け、ココナツ・バンクと合同でリハーサルを行うためコーラス隊の山下、大貫、村松が数回、大滝宅を訪れる。音を出しながら曲の構成をまとめつつ、同時に山下がそれを横で聴きながらコーラスのアイデアを考えて、すぐにコーラスを試す。それを1曲ごとに行い、それらがある程度決まったらパーカッション部隊の鰐川・野口を呼んで、全員で仕上げのリハにとりかかるという段取りで進めることになった[注釈 12]。
- 9月10日、新宿ラ・セーヌ（共演：ビートルズのコピーバンド）[注釈 13]。
- 9月11日、はっぴいえんどラスト・ライヴに向けた、ココナツ・バンクとの合同リハーサルのため、今度はメンバー全員で大滝宅を訪れる。リハーサルは以後数日行われる。
- 9月21日、はっぴいえんどラスト・ライヴ“CITY-LAST TIME AROUND”にて大滝詠一、ココナツ・バンク、布谷文夫のコーラスに参加（文京公会堂）。後に『ライブ!! はっぴいえんど』[注釈 14]として発売。
- 10月、“三菱ラジオジーガム（日本語改作版）”レコーディング（HITスタジオ）[注釈 15]。大滝のCMソングに、シュガー・ベイブがコーラスで初参加。
- 11月9日、東洋大学“白山祭”。
- 11月18日、跡見女子短期大学学園祭。
- 12月17日、“HELLO! WE'RE SUGAR BABE”（青山タワー・ホール 共演 : 小宮やすゆうとレッド・アイ・エキスプレス, 山本コウタローと少年探偵団, はちみつぱい）[注釈 16]。ライブ中突然、山下がMCでこの年に発売された洋楽アルバムのベストテンとワーストテンを発表した。そのときの様子を、伊藤とともにライブを見ていた大滝曰く“8月に（福生に）来たにいちゃんがバンドで怪気炎上げてて”[11]。
- 数日後、はっぴいえんどが所属していたプロダクション“風都市”が長門に接触、バンドと一緒の入社を打診してくる。メンバーと相談した結果、長門は承諾の返事をする。

- 1月1日、マネージャーの長門とともに、風都市に入社。これを機に、それまで練習スタジオ代わりに使用していた並木宅から、風都市が契約していた新宿のスタジオでリハーサルを行うようになる。
- 1月16日、“三ツ矢サイダー'74”レコーディング（～17日 ポリドール・スタジオ）[注釈 17]。
- 1月24日、“三ツ矢サイダー'73 (Long Version)”レコーディング（ポリドール・スタジオ）[注釈 18]</ref>。
- 1月28日、“大滝詠一&鈴木茂コンサート”にゲスト出演（仙台市公会堂）。鈴木が風邪のため南佳孝が出演。
- 2月15日、ファッションショーでの大貫のパフォーマンスに山下がバッキングで参加（有楽町・読売ホール）[注釈 19]。
- 3月2日、渋谷・ジァン・ジァン“昼の部”に初出演。
- 3月、レコード会社へのプレゼン用デモ・テープ録りの話が具体化。4月の第1週にニッポン放送銀河スタジオでの録音決定が、長門からメンバーに告げられる。
- 4月3日、デモ・テープ録音（ニッポン放送第一スタジオ）[注釈 20]。
- 4月、プロモーション用のとアーティスト写真撮影（六本木～新宿）。デモ・テープとアーティスト写真をセットにすることでレコード会社へのプロモーション効果を高めようと考えていた風都市の意向で、プロのカメラマンを起用しての撮影となった。
- 4月14日、新宿・サムライ。
- 4月16日、大宮の女子高文化祭。
- 4月18日、“HOBO'Sコンサート”に出演（池袋シアター・グリーン 共演：南正人）[注釈 22]。
- 4月24日、デモ・テープ録音（ニッポン放送第一スタジオ）[注釈 20]。
- 4月28日、渋谷・ジァン・ジァン“昼の部”（共演：生田敬太郎）。
- この頃、風都市を辞め、長門が友人たちと新しく設立した事務所“テイク・ワン”に移る。テイク・ワンはPAの会社と共同で笹塚のマンションに2LDKの部屋を借り、その所属アーティストの筆頭は山下洋輔トリオだったので、後にシュガー・ベイブの山下と合わせて“ダブル山下の事務所”と言われていた。テイク・ワンの真下の部屋はテイク・ワンと親しい関係の会社が借りていたが、そこには伊藤銀次が入り浸っていた。上下階での行き来も頻繁だったので、これが「DOWN TOWN」をはじめとする山下・伊藤の共作曲誕生のきっかけとなった。
- 5月7日、山下、亀淵友香コンサートにコーラスで出演（青山・タワー･ホール）[注釈 23]。当初、コーラスで参加予定だったシンガーズ・スリーが直前で不参加となり、丁度遊びに来ていた大貫と村松をリハーサルなしで急遽ステージに上げ、なんとかこなした。この時客席で彼らを見ていた荒井由実が後に、3人を自身のレコーディングに呼ぶ。
- 5月8日、ラジオ関西公開録音。11日まで、初の大阪ツアー。
- 5月9日、六番町コンサート（共演 : 布谷文夫&ココナツ・バンク、スターキング・デリシャス）。風都市マネージメントによる、最後のステージ。
- 5月10日、大阪・DUKE。この日のライブ以降、テイク・ワンがマネージメントを手掛ける。
- 5月11日、京都・拾得。山下は客からの「帰れ!」に落ち込んが、観に来ていた山岸潤史の「本当は外人の方がもっと怖い。外人はノッていたから心配あらへん」との言葉に慰められる。
- 5月19日、渋谷・ジァン・ジァン“昼の部”（共演：神山慶子）。
- 5月中旬、高島屋ローズホール（共演：オイルフッド・ブラザース）。
- 5月28日、新宿厚生年金会館。
- 6月9日、“第13回A・ROCK祭”に出演（日本青年館ホール 共演：ミッキー・カーチス & ポーカーフェイス他）。
- 6月21日、“7TH ステッチ・コンサート イシバシ・オン・ザ・ロック”にゲスト出演（御茶ノ水・日仏会館 共演：スモーキー・メディスン、他アマチュア・バンド）。
- 6月25日、“三愛バーゲンフェスティヴァル'74”レコーディング（アバコ・スタジオ）[注釈 24][注釈 26]。山下にとって、初めて依頼されたCMソング。
- 6月26日、“HOBO'Sコンサート”に出演（池袋シアター・グリーン 共演 : センチメンタル・シティ・ロマンス）。この時から、2組の長い交流が始まる。
- 7月、“第11回三ツ矢フォーク・メイツ・フェス”公開録音の通しリハーサル（文化放送のスタジオ）。
- 7月11日、文化放送“第11回三ツ矢フォーク・メイツ・フェス”公開録音に出演（有楽町・読売ホール 司会：小室等 出演：大滝詠一、布谷文夫、バック : 上原裕、伊藤銀次、駒沢裕城、田中章弘、岡田徹、シンガーズ・スリー、稲垣次郎セクション、飛び入りゲスト：鈴木茂）[注釈 27]。録音はAM放送用モノラル音源のみ。
- 7月19日、山下と大貫、沢チエ“CHIE-BEAT POPS IN SO・GETSU”にコーラスで参加（草月会館ホール 出演 : 沢チエ、下田逸郎、矢野誠、ココナツ・バンク、鈴木顕子）。
- 7月20日、バンド・リハーサル（エレック・スタジオ）。
- 7月23日、“三ツ矢フルーツソーダ'74”レコーディング（TSC（東京スタジオセンター））[注釈 28][注釈 26]。
- 7月28日、“7TH ステッチ・コンサート イシバシ・オン・ザ・ロック”にゲスト出演（日本青年館ホール 共演：エディ藩 & オリエント・エキスプレス、ミッキー・カーチス & ポーカーフェイス、VSOP、他アマチュア・バンド10組）。その後、荒井由実のレコーディングに参加。「12月の雨」と「瞳を閉じて」でコーラスを担当。この頃からレコーディングでのコーラスは、主に吉田美奈子を加えた4人編成になる。
- 7月30日、山梨県清里のスケート場（共演：チャコとヘルス･エンジェル、フレンズ、アンデルセン）。
- 8月5日、センチメンタル・シティ・ロマンスの月例コンサートにゲスト出演（名古屋雲龍ホール）。
- 8月8日、郡山“ONESTEP FESTIVAL”に出演[注釈 29]。
- 8月24日、千葉・セントラル・プラザ7Fホール。
- 8月、山下・大貫・村松と吉田美奈子、ルネ・シマール日本公演のコーラス打ち合わせ（浜松町・アルファレコード）。大阪1回、東京2回のレコード発売記念コンサートでのコーラスを、シュガー・ベイブの3人に吉田を加えた4人が依頼を受けた。これは、コーラスでレコーディングに参加した荒井由実の所属するアルファレコードから来た話だった。
- 9月4日、山下・大貫・村松と吉田、ルネ・シマールのコンサートにコーラスで出演（大阪厚生年金会館）。
- 9月6日、“不二家ハートチョコレート'74”レコーディング（赤坂ミュージック・スタジオ）[注釈 30][注釈 26]。
- 9月14日、山下・大貫・村松と吉田美奈子、ルネ・シマールのコンサートにコーラスで出演（～15日 渋谷公会堂）。
- 9月、ルネ・シマールのコンサートの仕事の合間にテイク・ワンに、難航していたレコーディングの話が本決まりになったとの連絡が入る。レコード会社はエレック、時期は10月末、レーベルは大瀧詠一の主催するナイアガラ。
- 9月半ば、バンド、リハーサル（新宿・御苑スタジオ～エレック・スタジオ）。1か月半ほどの集中的なリハーサルの目的は、今までの曲のレパートリーのアレンジをレコーディング用に見直すことと、「DOWN TOWN」「過ぎ去りし日々」「風の世界」といった新曲の練習の二つ。10月末からのレコーディングまでの間、初めの1か月を新宿の御苑スタジオで、その後エレック社内のリハーサル室に移動して行われた。
- 9月26日、“伊勢丹どんな顔するかな”レコーディング（モウリ・スタジオ）[注釈 31]。
- 9月29日、横浜・グリーン･ピース。
- 10月5日、渋谷・ジァン・ジァン“昼の部”（共演 : きりぎりす）。
- 10月7日、“資生堂バスボン'74”レコーディング（TSC）[注釈 32][注釈 34]。
- 10月9日、山下、大滝とザ・キングトーンズのライヴを見に行く（新宿ルイード）。
- 10月13日、“HOBO'Sコンサート”に出演（池袋シアター・グリーン）。
- 10月25日、高千穂商科大学文化祭。
- 10月28日、アルバム・レコーディング開始（～12月26日 エレック・スタジオ）。楽器のセッティング～音決め、「SHOW」レコーディング。
- 10月29日、「DOWN TOWN」レコーディング（エレック・スタジオ）。以後、数曲のヴォーカル、ダビングは工事中の福生45スタジオで行う。
- 11月3日、城西大学体育館“コマ祭”シェイキー・フラット・コンサート（共演：内田裕也 & 1815R&Rバンド、クリエーション、イエロー、ヘルハウス、ミルキーウェイ他）。
- 11月6日、“らんまんコンサートVol.4 〜小坂忠・細野晴臣 再会…そして出発〜”にコーラスで出演（新宿厚生年金小ホール 共演：小坂忠、ティン・パン・アレー、細野晴臣、林立夫、松任谷正隆、矢野誠、伊藤銀次、吉田美奈子）[注釈 29][注釈 35]。
- 11月10日、金沢女子短期大学文化祭（共演：浅野由彦）。
- 11月15日、センチメンタル・シティ・ロマンスの月例コンサートにゲスト出演（名古屋雲龍ホール）。
- 11月23日、“ティン・パン・アレイ・セッション”（～24日 荻窪ロフト 共演：細野晴臣, 林立夫, 伊藤銀次, 矢野誠, はちみつぱい, 上原裕）。
- 11月24日、横浜・グリーン･ピース。伊藤銀次、矢野誠等と布谷文夫のバックを担当。
- 12月6日、荻窪ロフト（共演：吉田美奈子）。
- 12月11日、渋谷ヤマハ店頭。
- 12月8日、“ホーボーズ・コンサート”に出演（池袋シアター・グリーン 共演：久保田麻琴と夕焼け楽団）。
- 12月25日、山下と大貫、“荒井由実クリスマス・コンサート”にアンコールでゲスト出演、コーラスを担当する。

- 1月14日、“SKYHILLS PARTY Vol.1”に出演（横浜市民ホール 共演：荒井由実 & ダディー・オー、吉田美奈子）[注釈 36]。
- 1月15日、渋谷・ジァン・ジァン“昼の部”。
- 1月24日、“シュガー・ベイブ セカンド・コンサート”（新宿厚生年金会館小ホール ゲスト&司会：細野晴臣、鈴木慶一 特別ゲスト：大滝詠一 ダンサー：荒井由実 & 横浜CLUB 162）[注釈 29][注釈 37]。
- 2月2日、山下、大滝・吉田美奈子・伊集加代子と共にかまやつひろし「お先にどうぞ」（作詞・作曲・編曲 : 大瀧）レコーディングにコーラスで参加（東芝EMIスタジオ）。
- 2月22日、荻窪ロフト（共演：センチメンタル・シティ・ロマンス）。
- 2月23日、渋谷・ジァン・ジァン（共演：中山ラビ）。
- 3月7日、アルバム『SONGS』完成。
- 3月、野口に代わって当時、ハイ・ファイ・セットのバッキング・メンバーだった上原裕（Ds）が参加。更に上原の意向で伊藤銀次（G）が加入[注釈 38]。
- 3月、鰐川に代わって当時、上原・伊藤と共にハイ・ファイ・セットのバッキング・メンバーだった寺尾次郎（B）が参加。鰐川は去年の秋頃からレコーディング終了後にバンドを辞めようと考えていた。そのため、正月明けから後任のベーシスト探しがメンバーやスタッフによって始められたが、なかなかこれといったメンバーが見つからなかった。そんな折、2月に上原から「シュガー・ベイブに入れへんか」と勧誘を受けた寺尾が、メンバーになりたいと自らテイク・ワンに電話をかけてきた[12]。元々、寺尾はシュガー・ベイブのファンで、事務所に何度もコンサート予約の電話をかけていたことから、スタッフとは懇意になっていた。
- 3月、マネージャーが長門から柏原卓に交代する。
- 3月22日 荻窪ロフト（共演 : 愛奴）。
- 3月29日、“ベイ・エリア・コンサート スーパーロックジェネレーション”に出演（文京公会堂 出演：ティン・パン・アレー、大滝詠一、ココナツ・バンク（伊藤銀次、上原裕、藤本雄志）、鈴木茂バンド（鈴木茂、佐藤博、林敏明、田中章弘、小坂忠、吉田美奈子）[注釈 39][注釈 40]。
- 3月30日、千葉ヤマハ。
- 4月4日、“ベイエリア・コンサート スーパーロックジェネレーション”に出演（大阪サンケイ・ホール）[注釈 41]。
- 4月5日、“ベイエリア・コンサート スーパーロックジェネレーション”に出演（名古屋市公会堂）[注釈 42]。
- 4月20日、“ブルース・パワー・スプリング・カーニバル・イン日比谷”に出演（日比谷野外音楽堂 共演：ウエスト・ロード・ブルース・バンド、鈴木茂バンド、久保田麻琴と夕焼け楽団、ウィーピング・ハープ・セノオ & ヒズ・ローラーコースター）。この日のライブ写真が翌週の雑誌『週刊プレイボーイ』に掲載される。
- 4月25日、アルバム『SONGS』とシングル「DOWN TOWN」を同時発表。以降、「雨は手のひらにいっぱい」ようなメロディアスな曲から「WINDY LADY」のような16ビートの楽曲へと、次第に山下の作風に変化が生じる[注釈 43]。
- 4月26日、渋谷・ジァン・ジァン“昼の部”。
- 5月4日、山下、アルバム『NIAGARA MOON』を明け方にミックス・ダウン中の大瀧に“滝の音がないとだめだよ”と助言。明日搬入予定にも拘らず白糸の滝に行って滝の音を録って夜、戻ってくる。夜中じゅう山下の録音してきた滝の音がミックスされた後にマスタリング、翌5日に搬入された（六本木CBS・ソニースタジオ）。
- 5月8日、バンド・リハーサル（新宿・御苑スタジオ）。
- 5月9日、“資生堂店頭BGM'75「南の島」”レコーディング（音響ハウス）[注釈 44][注釈 34]。
- 5月10日、山下・大貫・村松、コーラス・レコーディング 1日目（六本木CBS・ソニースタジオ）。
- 5月11日、バンド・リハーサル（エレック・スタジオ）。その後、静岡放送の取材。
- 5月13日、服飾メーカーのCMレコーディング（音響ハウス）。
- 5月14日、バンド・リハーサル（～15日 渋谷ヤマハ）。
- 5月16日、山下・大貫・村松、コーラス・レコーディング 2日目（六本木CBS・ソニースタジオ）。
- 5月17日、バンド・リハーサル（～18日 福生45スタジオ）。
- 5月19日、家電メーカーのCMデモ・レコーディング（音響ハウス）。その後、バンド・リハーサル（新宿・御苑スタジオ）。
- 5月20日、バンド・リハーサル（渋谷ヤマハ）。
- 5月21日、FM東京“週刊FM サウンドスペシャル”に出演（目黒・パイオニア・スタジオ）[注釈 45]。
- 5月23日、バンド・リハーサル（四谷スタジオ）。その後、山下・大貫・村松、コーラス・レコーディング。この日予定されていた19日録音のCMデモの本録りはキャンセルになった。
- 5月24日、“ティン・パン・アレイ・フェスティバル”に出演（中野サンプラザ 出演：鈴木茂バンド、小坂忠 + ティン・パン・アレー、細野晴臣 + セッション・バンド、大滝詠一 + セッション・バンド、バンブー、ブレッド&バター、トランザム + クニ河内、シュガー・ベイブ）[注釈 46]。その後、山下・大貫・村松、コーラス・レコーディング（溜池・クラウン・レコーディング・スタジオ）。
- 6月、「DOWN TOWN」のラジオ・スポットCMのオンエアが始まる。
- 6月1日、山下・大貫・村松、フジテレビ幼児向け番組のコーラス・レコーディング。その後、アーティスト写真の打ち合わせ。福生での撮影が決まる。
- 6月2日、アーティスト写真撮影および、バンド・リハーサル（～5日 福生45スタジオ）。
- 6月6日、自動車メーカーのCMソング・レコーディング（新橋・飛行館スタジオ）。
- 6月11日、バンド・リハーサル（～13日 福生45スタジオ）。
- 6月14日、バンド・リハーサル（チョコレートスタジオ）。
- 6月15日、渋谷・ジァン・ジァン“昼の部”。この日を最後に伊藤がバンドを離籍。
- 6月16日、製菓メーカーのCMソング・コーラス・レコーディング（アオイスタジオ）。
- 6月18日、バンド・リハーサル（～20日 福生45スタジオ）。
- 6月20日、“いちじく浣腸'75”レコーディング（音響ハウス）[注釈 47][注釈 26]。
- 6月22日、バンド・リハーサル（～23日 福生45スタジオ）。
- 6月24日、“SKYHILLS PARTY Vol.2”に出演（横浜教育会館 共演：センチメンタル・シティ・ロマンス、鈴木茂 & ハックルバック）[注釈 48]。
- 6月25日、製菓メーカー、自動車メーカー、別の製菓メーカーのCMソング・レコーディング（KRCスタジオ, アオイスタジオ, 音響ハウス）。
- 6月28日、センチメンタル・シティ・ロマンスの月例コンサートにゲスト出演（～29日 名古屋雲龍ホール）。
- 7月、マネージャー牧村憲一立会いのもと、ナイアガラ・レーベルとのレコーディング契約を破棄。ただしコンサート等のバッキングは継続することで合意。
- 7月、黒木真由美、アルバム：『12のらくがき』発売。山下作曲・編曲「恋人と呼ばれて」「北極回り」収録[注釈 49]。
- 7月3日、バンド・リハーサル（～5日 福生45スタジオ）。
- 7月6日、“うたのおーどぶる 第10回ポピュラー・ソング・コンテスト横浜大会”にゲスト出演（横浜市民ホール）。
- 7月8日、アーティスト写真撮影（福生45スタジオ）。
- 7月9日、バンド・リハーサル（高円寺・Sit-Inスタジオ）。
- 7月11日、バンド・リハーサル（アダンスタジオ）。
- 7月12日、高円寺・次郎吉。
- 7月13日、TVK“ヤング・インパルス”公開放送に出演（共演 : 愛奴）[注釈 50]。
- 7月15日、家電メーカーのCMソング・レコーディング（音響ハウス）。
- 7月16日、文化放送“ハロー・パーティー”公開録音（文化放送内スタジオ）[注釈 53]。
- 7月18日、バンド・リハーサル（アダンスタジオ）。
- 7月19日、渋谷・ジァン・ジァン“昼の部”（共演 : 音つばめ）[注釈 54]。
- 7月20日、荻窪ロフト（共演 : 愛奴）。初めて満員になる。
- 7月23日、バンド・リハーサル（～25日 新宿・御苑スタジオ）。
- 7月26日、“サマー・ロック・カーニバル”に出演（日比谷野外音楽堂 共演：鈴木茂&ハックルバック、頭脳警察、愛奴、上田正樹 & サウス・トゥ・サウス、サンハウス）[注釈 55]。
- 8月2日、バンド・リハーサル（福生45スタジオ）。
- 8月5日、バンド・リハーサル（～6日 新宿・御苑スタジオ）。
- 8月7日、九頭竜フェスティバルのリハーサルがこの日の午後行われるため早朝5時、笹塚の事務所テイク・ワンに集合、6時出発。北陸ツアー開始（～18日）。
- 8月8日、“福井・九頭竜フェスティバル”に出演（～9日）。
- 8月10日、“金沢・百万石夏祭”に出演。
- 8月11日、バンド・リハーサル（金沢VanVanスタジオ）。「WINDY LADY」と「愛は幻」の2曲を集中的に練習する。
- 8月13日、バンド・リハーサル（～16日 金沢VanVanスタジオ）。山下が体調不良のため欠席、4人で行う。
- 8月17日、“金沢・卯辰山フェスティバル”に出演（共演：ジプシ・グッピー、バッド・ボーイズ、上田正樹 & サウス・トゥ・サウス、めんたんぴん、カルメン・マキ & OZ、ダウン・タウン・ブギウギ・バンド）。
- 8月18日、富岡市民会館（共演：めんたんぴん）。
- 8月21日、山下、センチメンタル・シティ・ロマンスのレコード発売記念コンサートにゲスト出演（御茶ノ水・日仏会館）。彼らの演奏をバックにハンド・マイクで「DOWN TOWN」を歌う。
- 8月26日、新宿の喫茶店「嵐山」にて取材。
- 8月29日、村松、CMレコーディング（世田谷・KRCスタジオ）。
- 9月1日、デモ・レコーディング（渋谷・アダンスタジオ）。
- 9月3日、コーラス・レコーディング（音響ハウス）。その後、酒造メーカーのCMレコーディング（アバコ・スタジオ）。
- 9月4日、バンド・リハーサル（渋谷・アダンスタジオ）。
- 9月5日、コーラス・レコーディング（モウリスタジオ）。
- 9月7日、“うたのおーどぶる 第10回ポピュラーソングコンテスト北海道大会”にゲスト出演（札幌厚生年金会館）。
- 9月8日、“ラグノオ シュガーレス・ケーキ'75”レコーディング（アオイスタジオ）[注釈 56][注釈 34]。
- 9月10日、バンド・リハーサル（渋谷・エピキュラススタジオ）。
- 9月11日、バンド・リハーサル（サイコスタジオ）。その後、女性歌手のコーラス・レコーディング（キング・スタジオ）。
- 9月12日、めんたんぴんのコンサート“MENTANPIN IN TOKYO”にゲスト出演（中野公会堂）[注釈 57]。
- 9月13日、神奈川大学学園祭（神奈川大学大講堂 共演：めんたんぴん）。
- 9月15日、バンド・リハーサル（渋谷・エピキュラススタジオ）。
- 9月18日、自動車メーカーのCMレコーディング（～19日 音響ハウス）。
- 9月23日、女性歌手のコーラス・レコーディング（アルファ・スタジオ）。
- 9月26日、バンド・リハーサル（新宿・御苑スタジオ）。
- 9月27日、“ニューミュージック･コンサート”（芝・増上寺ホール 共演 : 久保田麻琴と夕焼け楽団、鈴木茂 & ハックルバック）[注釈 58]。
- 9月29日、バンド・リハーサル（新宿・御苑スタジオ）。山下、大滝詠一のゴー・ゴー・ナイアガラ 第16回“NIAGARA SPECIAL 1”に伊藤銀次とゲスト出演。
- 9月30日、電話リクエストの番組テーマソング、ジングル・レコーディング（音響ハウス）。
- 10月1日、村松、大滝詠一のバックバンド・リハーサル。
- 10月2日、バンド・リハーサル（新宿・御苑スタジオ）。その後、村松、大滝詠一のバックバンド・リハーサル。
- 10月3日、山下と大貫、ハイ・ファイ・セットとともに吉田美奈子のコンサートにコーラスでゲスト出演（中野サンプラザ）。後に『MINAKO II Live at Sun Plaza Hall October 3, 1975』として発売[注釈 59]。村松・寺尾・上原、文化放送“三ツ矢フォーク・メイツ・フェス”公開録音にゲスト出演する大滝のバックで参加（新宿厚生年金会館）。
- 10月4日、“ニッポン放送ハンドメイド・スペシャル”公開録音（渋谷・エピキュラスホール 共演： 荒井由実 & コズミックララバイ）[注釈 60]。
- 10月6日、荻窪ロフト。山下、大滝詠一のゴー・ゴー・ナイアガラ 第17回“NIAGARA SPECIAL 2”に伊藤銀次とゲスト出演。THE BEACH BOYS「DARLIN'」のカヴァーをオン・エア。終了後、新会社を設立し新たにコロムビアと契約する大滝から、その第一弾として1973年からここまでの三人の活動を記録しておきたいという“トライアングル企画”が山下・伊藤の二人に提案される。
- 10月9日、バンド・リハーサル（～11日 新宿・御苑スタジオ）。
- 10月12日、“第10回ポピュラー・ソング・コンテスト名古屋大会”にゲスト出演（四日市市内の会場）。コンサート後、山下、四日市のレコード店「ワンワン」でのアマチュア・コンサートにゲスト出演。アマチュア・バンドの演奏をバックに「DOWN TOWN」を歌う。
- 10月16日、バンド・リハーサル（渋谷ヤマハ）。
- 10月17日、バンド・リハーサル（渋谷・エピキュラススタジオ）。
- 10月18日、荻窪ロフト。
- 10月19日、渋谷ヤマハ店頭。当時大学1年だった竹内まりやが、友人らと黒山の人だかりの中でシュガー・ベイブの演奏を聴く。
- 10月27日、村松・寺尾・大貫、筒井康隆・山下洋輔『家』レコーディングに参加（六本木・フォノグラムスタジオ）。
- 10月29日、バンド・リハーサル（～30日 渋谷・エピキュラススタジオ）。
- 10月31日、石橋楽器“ステッチコンテスト・グランプリ”にゲスト出演（御茶ノ水・日仏会館）。
- 11月3日、郡山・日大学園祭。
- 11月7日、山下、『NIAGARA TRIANGLE Vol.1』レコーディング開始（～11日 福生45スタジオ, 赤坂コロムビアスタジオ）。
- 11月12日、アバコ・スタジオ。その後、バンド・リハーサル（新宿・御苑スタジオ）。
- 11月13日、バンド・リハーサル（～14日 福生45スタジオ）。
- 11月15日、“TWILIGHT TIME CONCERT”（青山・VAN99ホール）[注釈 61]。
- 11月16日、下北沢・マライカ（昼）。その後、“ハックルバックさよならコンサート”にゲスト出演の大滝のバックで参加（新宿厚生年金会館小ホール 出演：鈴木茂 & ハックルバック、大滝詠一、トーマス・レディング）。
- 11月19日、“ナショナルまきまきカール'75”レコーディング（アルファ・スタジオ）[注釈 62][注釈 26]。
- 11月20日、バンド・リハーサル（渋谷・エピキュラススタジオ）。
- 11月22日、渋谷・ジァン・ジァン“昼の部”。その後、“大滝詠一 Live In 荻窪ロフト”にバックで参加（ゲスト：吉田美奈子（Cho）、稲垣次郎（Sax） 臨時参加：矢野顕子（P））。
- 11月23日、荻窪ロフト（共演：フライング・グライダース）。
- 11月24日、明治大学学園祭。
- 11月25日、“資生堂MG5'76”レコーディング（音響ハウス）[注釈 63][注釈 34]。
- 11月28日、バンド・リハーサル（渋谷・エピキュラススタジオ）。
- 11月29日、駒場・東京大学農学部学園祭（共演：めんたんぴん、金子マリ、中山ラビ）。
- 11月30日、高円寺・次郎吉。
- 12月13日、バンド・リハーサル（渋谷・エピキュラススタジオ）。
- 12月14日、名古屋ヤマハ店頭。
- 12月15日、大滝のリハーサル（赤坂コロムビアスタジオ）。
- 12月16日、“SKYHILLS PARTY Vol.3 –細野晴臣・大滝詠一 TROPICAL MOON–”に大滝のバックバンドで出演（横浜市民ホール 出演 : 細野晴臣, 大滝詠一, 南佳孝）[注釈 64]。
- 12月17日、バンド・リハーサル（新宿・御苑スタジオ）。
- 12月22日、バンド・リハーサル（新宿・御苑スタジオ）。
- 12月23日、“シュガー・ベイブ クリスマス・コンサート”（新宿厚生年金会館小ホール ゲスト：センチメンタル・シティ・ロマンス、坂本龍一（Key）、大滝（Vo、2回目のアンコールのみ）、伊藤（G、2回目のアンコールのみ）[注釈 65][注釈 66]。
- 12月28日、バンド・リハーサル（アダンスタジオ）。
- 12月29日、女性歌手のコーラス・レコーディング（キング・スタジオ）。
- 12月31日、“グッバイ・コンサート 第2部：カモン・ロマンス・ベイビー”（オールナイト）に出演（名古屋雲龍ホール 共演：センチメンタル・シティ・ロマンス、デキシー・ダウン、尾関ブラザーズ、愛奴）。

- 1月、新年のミーティングの席上「ユカリ（上原）が辞める。代わりのドラマーがいない」[13]との理由でバンドの解散が、山下から大貫・村松・寺尾（上原は欠席）に伝えられる（新宿の喫茶店）。
- 1月6日、女性歌手のコーラス・レコーディング（キング・スタジオ）。
- 1月8日、“山下達郎のオールナイトニッポン”スタート（～9月28日）。
- 1月18日、“下北沢から51年”に出演（玉川区民会館 共演：センチメンタル・シティ・ロマンス、めんたんぴん、ハート・オブ・サタディ・ナイト（元 神無月）、ストロベリージャム他）。
- 1月24日、下北沢ロフト。
- 1月28日、“細野晴臣・大滝詠一 TROPICAL MOON”（宮城県民会館[注釈 68] 出演 : 細野晴臣, 大滝詠一）。当初は大滝のバックバンドのみでの参加予定だったが、ゲストの鈴木茂が風邪で欠席のためシュガー・ベイブが急遽出演[注釈 69][注釈 70]。
- 1月29日、“三ツ矢サイダー'76”レコーディング 1日目（赤坂ミュージック・スタジオ）[注釈 71][注釈 26]。
- 1月31日、“大滝詠一コンサート”に大滝のバックで参加（～2月1日 各2回公演 神戸サンダー・ハウス）[注釈 72]。
- 2月14日、下北沢ロフト。
- 2月16日、山下、大滝詠一のゴー・ゴー・ナイアガラ 第36回“NIAGARA TRIANGLE”に伊藤銀次とゲスト出演。
- 2月19日、山下達郎のオールナイトニッポン 第7回“ナイアガラ・トライアングル特集”放送（ゲスト：大滝詠一、伊藤銀次）[注釈 73]。
- 2月24日、“第2回音協スターライズ・コンサート”（都市センターホール 共演 : センチメンタル・シティ・ロマンス）[注釈 74]。山下、解散を発表。
- 2月27日、“三ツ矢サイダー'76”レコーディング 2日目（赤坂ミュージック・スタジオ）[注釈 71][注釈 26]。
- 3月4日、山下、吉田美奈子“MINAKO'S WEEK”にゲスト出演（新宿紀伊国屋ホール）。
- 3月5日、大貫、吉田美奈子“MINAKO'S WEEK”にゲスト出演（新宿紀伊国屋ホール）。山下が大貫のバッキングで参加。
- 3月7日、吉田美奈子“MINAKO'S WEEK”にゲストの大滝とともに山下が飛び入り出演（新宿紀伊国屋ホール）。ミナコ・バンドは“FLYING KID SCREW”と名付けられる。
- 3月13日、山下、“ニッポン放送ハンドメイド・スペシャル”に出演（渋谷・エピキュラスホール 出演：南佳孝、山下達郎、吉田美奈子、大滝詠一）[注釈 75][注釈 76]。
- 3月20日、山下、文化放送“三ツ矢フォーク・メイツ・フェス”公開録音にゲスト出演する吉田美奈子のバッキングで参加（新宿厚生年金会館）。
- 3月25日、アルバム『NIAGARA TRIANGLE Vol.1』（山下・伊藤銀次・大滝詠一）発売。
- 同日、吉田美奈子、アルバム『FLAPPER』発売。「永遠に」「ラスト・ステップ」収録。
- 3月29日、山下、“ナイアガラ・トライアングル コンサート”に出演（芝・ABC会館ホール 出演：伊藤銀次、山下達郎、大滝詠一）[注釈 77]。
- 3月31日、“シュガーベイブ 解散コンサート”（荻窪ロフト）[注釈 78][注釈 81]。当初は1日だけの予定だったが、入りきれなかった約100人のファンが居残り、店のスタッフと交渉。最終的にはマネージャー柏原のOKを受けて、翌日の追加公演が決定する。
- 4月1日、“シュガーベイブ 解散コンサート（追加公演）”（荻窪ロフト）[注釈 78][注釈 83]。同日、ナイアガラ・トライアングル、シングル「幸せにさよなら/ドリーミング・デイ」発売。
- 4月4日、山下、大滝の“ナイアガラ･トライアングルDJパーティー”に伊藤と共にゲスト出演（日仏会館）。
- 4月13日、山下達郎のオールナイトニッポン 第15回“シュガー･ベイブ特集 1”放送。
- 4月20日、山下達郎のオールナイトニッポン 第16回“シュガー･ベイブ特集 2”放送（ゲスト：大貫妙子、寺尾次郎、上原裕）[注釈 84]。
- 4月27日、山下達郎のオールナイトニッポン 第17回“シュガー･ベイブ特集 3”放送（ゲスト：大貫妙子）。
- 6月12日、大貫、アルバム『Grey Skies』レコーディング開始（～8月）。
- 7月30日、山下、ソロ・コンサート（～31日 下北沢ロフト）[注釈 85]。
- 8月16日、山下、アルバム『CIRCUS TOWN』レコーディングの為渡米（～9月5日 8月17 - 26日：ニューヨーク、8月30日 - 9月3日：ロスアンジェルス）。
- 8月28日、大貫“デビュー・ライブ”（～29日 下北沢ロフト）[注釈 86]。
- 9月25日、大貫、ファースト・アルバム『Grey Skies』発売。「時の始まり」「約束」「愛は幻」収録。
- 10月25日、山下、ファースト・アルバム『CIRCUS TOWN』発売。「WINDY LADY」「LAST STEP」収録。

- 5月25日、伊藤、ファースト・アルバム『DEADLY DRIVE』発売。「こぬか雨」収録。

- 9月25日、村松、ファースト・アルバム『GREEN WATER』発売。「うたたね」収録。

## ディスコグラフィー

### シングル
1. 「DOWN TOWN ⁄ いつも通り」 （ナイアガラ ⁄ エレック 7inch：NAS-001） – 1975年4月25日発売
LPヴァージョンよりもモノラルに近いシングル用ミックス。エンディングが11秒ほど短い。
2. シュガー・ベイブ ⁄ 山下達郎「DOWN TOWN ⁄ パレード」 （ナイアガラ ⁄ CBS・ソニー 7inch：07SH 1166） – 1982年4月1日発売
“NIAGARA FOREVER GREEN SERIES”の第1弾、グリーン・レーベルでのリリース。A面はリマスターされてのシングル・カット。エンディングが9秒ほど短い。セカンド・プレスからはイエロー・レーベルに変更。
3. 山下達郎 ⁄ シュガー・ベイブ「パレード ⁄ DOWN TOWN」 （ナイアガラ ⁄ イースト・ウエスト SCD：AMDM-6103） – 1994年1月25日発売
オリジナル・シングルのマスターが現存しないため、そのミックスに限りなく近づけた“オリジナル・シングル・ヴァージョン”。
4. 「DOWN TOWN ⁄ いつも通り」 （ナイアガラ ⁄ ソニー・ミュージックレーベルズ 7inch：SRKL 3053）  –  2025年4月23日発売
2025年4月30日発表の「オリコン週間シングルランキング」で、初週0.7万枚を売り上げ初登場9位にランクイン。初の「オリコン週間シングルランキング」ランクインとなった[14]。

### アルバム
1. 『SONGS』（ナイアガラ ⁄ エレック LP：NAL-0001）– 1975年4月25日発売

### その他編集アルバム
1. 『TATSURO YAMASHITA FROM NIAGARA』（ナイアガラ ⁄ コロムビア LP：AX-7623-E, CT：CAY-1188-E） – 1980年7月10日発売
『SONGS』から7曲収録。
2. 『NIAGARA FALL STARS』（ナイアガラ ⁄ CBS・ソニー LP：27AH 1246） – 1981年4月1日発売
リミックス版「すてきなメロディ」「いつも通り」、デモ・テイクの「夏の終わりに」「パレード」を収録。このアルバムは後に『NIAGARA VOX』にも組み込まれた（LP：00AH 1388）。
3. 『MORE MORE NIAGARA FALL STARS “NIAGARA RARE MASTERS SERIES Vol.3”』（ナイアガラ ⁄ CBS・ソニー LP：00AH 1389) – 1981年12月2日発売
『NIAGARA VOX』に収められた『NIAGARA FALL STARS』の第3弾。「DOWN TOWN」の別ミックスを収録。
4. 『DAWN IN NIAGARA “NIAGARA RARE MASTERS SERIES Vol.4”』（ナイアガラ ⁄ CBS・ソニー CD：00DH 407) – 1986年6月1日発売
『NIAGARA CD BOOK I』(8CD:00DH 401-8)の中の一枚。デモ・テイクの「夏の終わりに」「パレード」「指切り」「SHOW」を収録。
5. 『TATSURO FROM NIAGARA』（ナイアガラ ⁄ ソニー CD：SRCL 5010） – 2009年3月21日発売
『TATSURO YAMASHITA FROM NIAGARA』のCD版。「すてきなメロディー（幻カズー入り）」「SUGAR（オリジナル・ミックス）」を収録。
6. 『NIAGARA FALL STARS '81 Remix Special (NIAGARA RARE MASTER SERIES Vol.5)』（ナイアガラ ⁄ ソニー CD：SRCL 8710） – 2015年3月21日発売
『NIAGARA CD BOOK II』（12CD：SRCL 8700-11）の中の一枚。1981年にリリースされた3種の『NIAGARA FALL STARS』の中から70年代の楽曲を81年にリミックスしたものだけを集めたコンピレーション盤。「DOWN TOWN」「いつも通り」「すてきなメロディー」を収録。

## 参加作品
1974年
- 南佳孝, ムーンライダース, ココナツ・バンク, 吉田美奈子『1973.9.21 SHOW BOAT 素晴しき船出』（1月15日発売 SHOW BOAT ⁄ TRIO LP：3A-1014）

ココナツ・バンク「日射病」「無頼横町」にコーラスで参加。
- はっぴいえんど『ライブ!! はっぴいえんど』（1月15日発売 Bellwood LP：OFL-20）

大瀧詠一とココナツ・バンク「空飛ぶ・ウララカ・サイダー」「ココナツ・ホリデー」にコーラスで参加。
- 亀渕友香『Touch Me, Yuka』（3月発売 POLYDOR LP:MR-5040）

クレジットはないがコーラスで参加。
「ひとりぼっちのトランプ」- 作詞：みやさきみきお、作・編曲：矢野誠
「眠れないわ」- 作詞：崎南海子、作・編曲：矢野誠
- 亀渕友香「眠れないわ ⁄ ひとりぼっちのトランプ」（POLYDOR 7inch：DR-1841）

両曲にコーラスで参加。
- 斉藤哲夫『グッド・タイム・ミュージック』（7月1日発売 CBS/SONY LP：SOLL-70）

クレジットはないが「グッド・タイム・ミュージック」にコーラスで参加。
- 斉藤哲夫「グッド・タイム・ミュージック ⁄ ハロー・ハロー」（CBS/SONY 7inch：SOLB-138）

両曲にコーラスで参加。
- 沢チエ『23(TWENTY-THREE YEARS OLD)』（7月発売 CANYON LP:C-3045）

「恋人たちの夜(Lover's Evening)」「かもめ(Sea Gull)」にコーラスで参加。
- 荒井由実『MISSLIM』（10月5日発売 EXPRESS ⁄ TOSHIBA-EMI LP：ETP-72001）

「生まれた街で」- Background vocals : Sugar Babe, Minako Yoshida
「瞳を閉じて」- Background vocals : Sugar Babe
「12月の雨」- Background vocals : Sugar Babe
「あなただけのもの」- Background vocals : Minako Yoshida, Tatsuro Yamashita, Akiko Suzuki, Taeko Ohnuki
「たぶんあなたはむかえに来ない」- Background vocals : Sugar Babe, Minako Yoshida
background vocals arrangement : Tatsuro Yamashita
- 佐藤公彦『片便り』（11月10日発売 ELEC LP：ELEC-2034）

クレジットはないがコーラスで参加。
- ルネ『First Live Album』（11月21日発売 CBS/SONY LP：SOLL-96）

1974年9月14、15日、渋谷公会堂にて収録。クレジットはないが「ヌ・クペ・パ・レ・ローゼズ」「ヨー・ヨー」「廃墟の鳩」「小さな生命」に山下達郎, 大貫妙子, 村松邦男, 吉田美奈子がコーラスで参加。

1975年
- 小坂忠『HORO』（1月25日発売 Mushroom LP：CD-7129-Z）

吉田美奈子, 山下達郎, 大貫妙子がコーラスで参加。
- かまやつひろし『あゝ我が良き友よ』（4月1日発売 EXPRESS ⁄ TOSHIBA-EMI LP：ETP-72033）

「お先にどうぞ」- Backing Vocal : 大滝詠一, 山下達郎, 吉田美奈子, 伊集加代子
- ルネ『君のすべてが欲しい』（4月1日発売 CBS/SONY LP：SOLL-129）

「愛の翼をひろげて」「虹をあげよう」「涙のプレリュード」「朝露のきらめき」「クリスマス・トゥリー」に山下達郎, 吉田美奈子, 大貫妙子がコーラスで参加。
- バズ「はつかり5号 ⁄ サマー・ビーチ・ガール」（5月10日発売 LONDON ⁄ KING 7inch：BS(L)-8004）

クレジットはないが「サマー・ビーチ・ガール」にコーラスで参加。
「サマー・ビーチ・ガール (SUMMER BEACH GIRL)」- 作詞：竜まち子、作・編曲：高橋幸宏
- 大滝詠一『NIAGARA MOON』（5月30日発売 NIAGARA ⁄ ELEC LP：NAL-0002）

「ナイアガラ・ムーン」- Strings Arrangement : 山下達郎
「三文ソング」- Backing Vocals : 大滝詠一 & 山下達郎
「Rock'n' Roll March」- Brass Band Arrangement : 山下達郎 / Backing Vocals : Sugar Babe, GH助川
「Fussa Strut Pt.2」- Backing Vocals : Sugar Babe, 伊藤銀次, GH助川
「Cider '73 -Long Version-」- Backing Vocals : Sugar Babe & Singers Three
「Cider '74 -A Capella-」- Group A Capella : Sugar Babe, Singers Three & 大滝詠一
「Cider '74」- Backing Vocals : Sugar Babe & Singers Three / Chorus Arrangement : 山下達郎
「Cider '75」- Backing Vocals : Sugar Babe, Singers Three, 吉田美奈子 / Chorus Arrangement : 山下達郎
「ナイアガラ・ムーンがまた輝けば」- Strings Arrangement : 山下達郎
その他、アルバムの冒頭と終りの滝の音を録音（クレジットでは““Niagara” Sound Creators 山下、助川、荻原、前島 at Niagara, Canada!”。ただし、実際は長野県白糸の滝）。
- 久保田麻琴と夕焼け楽団「バイ・バイ・ベイビー ⁄ 初夏の香り」（5月発売 SHOWBOAT 7inch：3A-133）

クレジットはないがコーラスで参加。
- 風『風ファーストアルバム』（6月5日発売 PANAM ⁄ CROWN LP：GW-4013）

「でいどりーむ」「ロンリネス」- コーラス : 山下達郎, 大貫妙子, 村松邦男, 吉田美奈子, ハイ・ファイ・セット / コーラス・アレンジ : 山下達郎
- 荒井由実『COBALT HOUR』（6月20日発売 EXPRESS ⁄ TOSHIBA-EMI LP：ETP-72071）

Background vocals : Minako Yoshida, Taeko Ohnuki, Tatsuro Yamashita, Kayoko Ishu
All background vocals arranged by Tatsuro Yamashita
- GARO『吟遊詩人』（6月25日発売 Mushroom LP：CD-7134-Z）

「個人的メッセージ」「悲歌（えれじい）」- コーラス : ガロ, シュガー・ベイブ, 吉田美奈子 / コーラス・アレンジ : 山下達郎
- 山田パンダ「風の街」（6月25日発売 PANAM ⁄ CROWN 7inch：ZP-9）

コーラスで山下達郎が参加。
- ルネ『去年の夏』（7月1日発売 CBS/SONY LP：SOLB-285）

コーラスで山下達郎が参加。
- センチメンタル・シティ・ロマンス『センチメンタル・シティ・ロマンス』（8月21日発売 CBS/SONY LP：SOPN-153）

「マイ・ウディ・カントリー」にコーラスで山下達郎が参加。
- 山本コータローとウイークエンド『ウイークエンド・セカンド 虹を下さい』（8月21日発売 CBS/SONY LP：SOLL-154）

「すくすく」「虹を下さい」に山下達郎がコーラス・アレンジ、シュガー・ベイブ（山下達郎, 吉田美奈子, 大貫妙子）がコーラスでそれぞれ参加。
- 及川恒平『懐かしいくらし』（8月25日発売 NEW MORNING LP：FW-5003）

「シナモンの木」「アンコール」「海岸通り」「踊る人形」に山下達郎がコーラス・アレンジ、山下と大貫妙子がコーラスでそれぞれ参加。
- ティン・パン・アレー『キャラメル・ママ』（11月25日発売 PANAM ⁄ CROWN LP：GW-4017）

「月にてらされて」- Chorus : 山下達郎、大貫妙子 / Chorus Arranged : 山下達郎
「CHOO CHOO GATTA GOT '75」- Chorus : 山下達郎、大貫妙子 / Chorus Arranged : 山下達郎
「JACKSON」- Chorus : 伊集加代子、大貫妙子、山下達郎 / Chorus Arranged : 山下達郎
- VARIOUS ARTISTS『海や山の神様たち-ここでも今でもない話』（11月25日発売 VICTOR LP：JBX-75）

「長い長い昔話」- 編曲：坂本龍一、山下達郎
「神様の絵」- 編曲：坂本龍一、山下達郎
「天の滴」- 編曲：坂本龍一、山下達郎
「ものおぼえのいい郵便屋さん」- 編曲：坂本龍一、山下達郎
「星のある川（リコップオマナイ）」- 編曲：坂本龍一、山下達郎
「海を守る神様」- 編曲：坂本龍一、山下達郎
「ピリカコタン」- 編曲：坂本龍一、山下達郎
「コロボックル」- 編曲：坂本龍一、山下達郎
「火の子供達」- 編曲：坂本龍一、山下達郎 / コーラス：シュガー・ベイブ（山下、大貫）
「丹頂鶴」- 編曲：坂本龍一、山下達郎 / コーラス：シュガー・ベイブ（山下、大貫）
「神様だって」- 編曲：坂本龍一、山下達郎
- アグネス・チャン『はじめまして青春』（12月21日発売 WARNER PIONEER 2LP：L-5511/2）

クレジットはないがシュガー・ベイブ（山下達郎, 大貫妙子, 村松邦男）がコーラスで参加。
「東京タワーを鉛筆にして」- 作詞：喜多條忠、作曲：小泉まさみ、編曲：船山基紀
- マイペース「望郷の街」（VICTOR 7inch：SF-95）

「望郷の街」「自画像」- 作詞：橋本淳、作曲：森田貢、編曲：荻田光雄
Drums : 上原裕、E.Bass : 寺尾次郎

1976年
- 石川セリ『ときどき私は……SERI』（1月25日発売 PHILIPS LP：FX-6047）

「なんとなく……」- コーラス : シュガー・ベイブ（山下達郎, 大貫妙子, 村松邦男）
- 丸山圭子『黄昏めもりい』（3月5日発売 KING LP：SKD-1036）

「街風便り」「スカイラウンジ」「Bye-bye」- コーラス : 山下達郎, 大貫妙子, 村松邦男 / コーラス・アレンジ : 山下達郎
- 吉田美奈子『FLAPPER』（3月25日発売 RCA ⁄ RVC LP：RVH-8009）

「愛は彼方」- Tatsuro Yamashita : Chorus Arrangements, Background Vocals / Minako Yoshida, Taeko Ohnuki : Background Vocals
「朝は君に」- Tatsuro Yamashita : Chorus Arrangements, Background Vocals / Minako Yoshida, Akiko Yano, Taeko Ohnuki : Background Vocals
「ケッペキにいさん」- Tatsuro Yamashita : Chorus Arrangements, Background Vocals / Taeko Ohnuki : Background Vocal, Clapping:
「ラムはお好き?」- Tatsuro Yamashita : Chorus Arrangements
「夢で逢えたら」- Tatsuro Yamashita : Horns Chorus & Strings Arrangements, Background Vocals, Grockenspiel, Electric Guitar / Minako Yoshida, Kayoko Ishu, Taeko Ohnuki : Background Vocals
「チョッカイ」- Tatsuro Yamashita : Chorus Arrangements, Background Vocals / Minako Yoshida, Akiko Yano, Taeko Ohnuki : Background Vocals
「ラスト・ステップ」- Tatsuro Yamashita : Chorus Arrangements, Background Vocals, Clapping / Minako Yoshida, Taeko Ohnuki : Background Vocals

1981年
- 『MORE NIAGARA FALL STARS “NIAGARA RARE MASTER SERIES Vol.2”』（12月2日発売 NIAGARA ⁄ CBS/SONY LP：00AH 1388）

「お早う眠り猫君 ⁄ ココナツ・バンク」- コーラスで参加。『1973.9.21 SHOW BOAT 素晴しき船出』,『ライブ!! はっぴいえんど』の未発表テイク。